# Trogon de Diard
Harpactes diardii
Espèce
Statut de conservation UICN

 NT  : Quasi menacé
Le Trogon de Diard (Harpactes diardii) est une espèce d'oiseau de la famille des Trogonidae.

## Nomenclature
Son nom commémore le naturaliste et explorateur français Pierre-Médard Diard (1794-1863).

## Répartition
Il est répandu à travers Sumatra, Bornéo et la péninsule Malaise.